# 前田有紀 (アナウンサー)
前田 有紀（まえだ ゆき、1981年1月17日 - ）は、日本の女性フラワーアーティスト。SUDELEY代表。元テレビ朝日アナウンサー。

## 人物・経歴
神奈川県出身。血液型B型。テレビ東京記者前田有花は実姉。
田園調布雙葉高等学校から慶應義塾大学総合政策学部に進学、同大学ラクロス部ではTBSテレビ「筋肉精鋭」 に出演した経験がある。
大学卒業後2003年テレビ朝日へ入社。同期入社は市川寛子、大木優紀、川松真一朗（現・東京都議会議員）。入社6日後にサッカー情報番組『やべっちFC』進行アシスタントとして初出演以後、スポーツ、バラエティー、ニュースと多分野で活動する。
2013年3月にロンドンへ留学のため同社を退社し、語学学校、フラワースクールのワークショップに通った後、コッツウォルズ・グロスターの古城にて、ガーデナーの下で、見習いガーデナーとしてインターンをする。日本に帰国後は東京都内の生花店で2年半勤務したのちにフラワーアーティストとして活動する。2015年7月4日に大学時代の同級生と結婚、11日に挙式している。
2016年7月3日のFacebookで第1子妊娠を明らかにする。12月21日、第1子男児を出産。
2018年、フラワーアーティストとして独立。「人の暮らしの中で、花と緑をもっと身近にしたい」と考え、フラワーブランドguiを立ち上げる。
2020年3月7日、第2子妊娠を報告。7月27日、第2子男児出産を報告。
2021年、東京・神宮前に花屋NUR（ヌア）をオープン。店名はドイツ語で、onlyを意味する。

## 出演番組

### 大学時代
- 「筋肉精鋭」【スポーツヒロイングラフィティ】（TBSテレビ、2000年5月24日放送）

### テレビ朝日時代
- くりぃむナントカ（大木優紀の代役、不定期）
- 朝いち!!やじうま / （木·金、内包番組『ANNニュース』も担当）
- 選挙ステーション2003（2003年11月9日〈第43回衆議院議員総選挙の開票特別番組〉、冒頭の列島中継リレーで東京・六本木ヒルズのテレビ朝日本社前からこの選挙で初めて選挙権を得て投票した若者200人と共に中継）
- いま得!（月-金、2005年7月 - 2006年3月）
- やじうまプラス（土曜：天気 2003年10月 - 2006年10月、木曜：第1部 MC 2007年9月 - 12月まで）
- ぷれミーヤ!・ぷちミーヤ!（2006年4月 - 2008年9月）
- 勉強してきましたクイズ ガリベン（2008年1月 - 2009年2月）
- LEADER'S HOW TO BOOK ジョーシマサイト（2008年4月 - 2009年9月）
- お宝名場面アワード2009秋 (解答者、2009年10月3日）
- キレイ（仮）（不定期）
- 『ぷっ』すま（2008年9月29日、「超「ぷっ」すま!祝10周年金メダリストも芸人も女優も東国原も大集合異種!!格闘技戦だSP」） - 「ラクロスの達人」として出演
- 銭形金太郎（2005年6月 - 2007年12月、2011年9月28日 3時間SP、2012年3月28日 3時間SP）
- 城島茂の週末ナビ ココイコ!（MC、2011年10月 - 2012年3月）
- やべっちFC （アシスタント、2003年4月 -　2013年4月1日）
- スーパーJチャンネル （金曜特集3「ウワサ検証人」
- ゲムカシマ（テレ朝チャンネル
- くりぃむクイズ ミラクル9（進行、2012年1月11日 - 2013年4月3日）
- みかわ（2004年4月8日）
- タワーマンション（2004年6月24日）
- ぷらちなロンドンブーツ「バカの壁」（2004年6月24日）
- キングコングの動物図鑑（進行アシスタント、2005年5月14日）
- 堂本光一の視聴者限定TV 見ちゃダメ! （進行アシスタント、2005年5月28日）
- 朝まで赤丸GP2006（2006年1月8日）
- 堂本剛の正直しんどい「しんどいWalker麻布十番編」（2007年1月10日）
- 愛のエプロン3（数回出演）
- 祝!VOICE6公演決定!女性アナ本音で生トークSP - 大学からの先輩河野明子と共演
- easy sports（2009年2月3日） - ランナーとしてテレビ朝日から六本木ヒルズ周辺を走る
- 日曜×芸人 「ラクロスでポジティブ！」 (2012年7月8日)  - ラクロス経験者としてゲスト出演
- まえだおし（MC、不定期番組）
- クイズプレゼンバラエティー Qさま!!（プレッシャーSTUDY・解答者）
- 1億3000万人のとっておき!!実は…大事典
- アメトーーク!
- ロンドンハーツ
- ANN NEWS（日曜 20:54 - ）
- News Access（BS朝日）

#### ドラマ
- 生放送はとまらない! （2003年10月10日） - 「ミュージックスタジアム」司会アシスタント役
- 時効警察（2006年）
- 富豪刑事デラックス（2006年） - 劇中のニュース番組のキャスター役
- 仮面ライダーディケイド（2009年） - アナウンサー役
- 名探偵の掟（2009年5月22日） - アナウンサー役
- バラ色の聖戦（2011年10月2日） - アナウンサー役

#### ラジオ
- 大竹まこと ゴールデンラジオ!（文化放送、2012年9月6日）ゲスト出演

### テレビ朝日退社以降

#### テレビ
- 世界一受けたい授業（2020年11月28日、日本テレビ）- 「花のある暮らし」（※ テレビ朝日退社後、初めてのテレビ出演）
- ノンストップ!（2021年11月24日、フジテレビ）- 「このシュミとまれ！」コーナーゲスト
- 今夜はナゾトレ （フジテレビ）- 花に関するクイズの解説
  - "花の常識2時間SP"（2022年3月15日）
  - "小学教科書から出題! 花の知識王決定戦"（2022年8月2日）
  - "桜開花直前! 花の知識王決定戦&日光東照宮! 徳川家康の謎 2時間SP"（2023年3月14日）
- 趣味の園芸「山本美月 グリーンサムへの12か月」（2022年11月20日、NHK Eテレ）ゲスト講師

#### ラジオ
- ジェーン・スー 生活は踊る（TBSラジオ、2018年9月25日）フラワーアーティストとしてゲスト出演
- UR LIFESTYLE COLLEGE（J-WAVE、2020年4月12日 - ）番組後半のコーナー「GOOD LIVING COLLEGE」の毎月第2週にレギュラー出演
- 竹内由恵 WITH!（ニッポン放送、2020年7月9日）トークコーナー「午後のアポイントメント」ゲスト出演（自宅からリモートで出演）